# تپه شیخ احمد چمنی
تپه شیخ احمد چمنی مربوط به هزاره ۵ قبل از میلاد - عصر برنز - هزاره اول قبل از میلاد - سدهٔ ۱۰–۸ ه.ق است و در شهرستان نقده، بخش محمدیار، دهستان حسنلو، روستای شیخ احمد واقع شده و این اثر در تاریخ ۷ خرداد ۱۳۸۷ با شمارهٔ ثبت ۲۲۸۶۶ به‌عنوان یکی از آثار ملی ایران به ثبت رسیده است.